# Año Nuevo

Fuegos artificiales de año nuevo en Turín

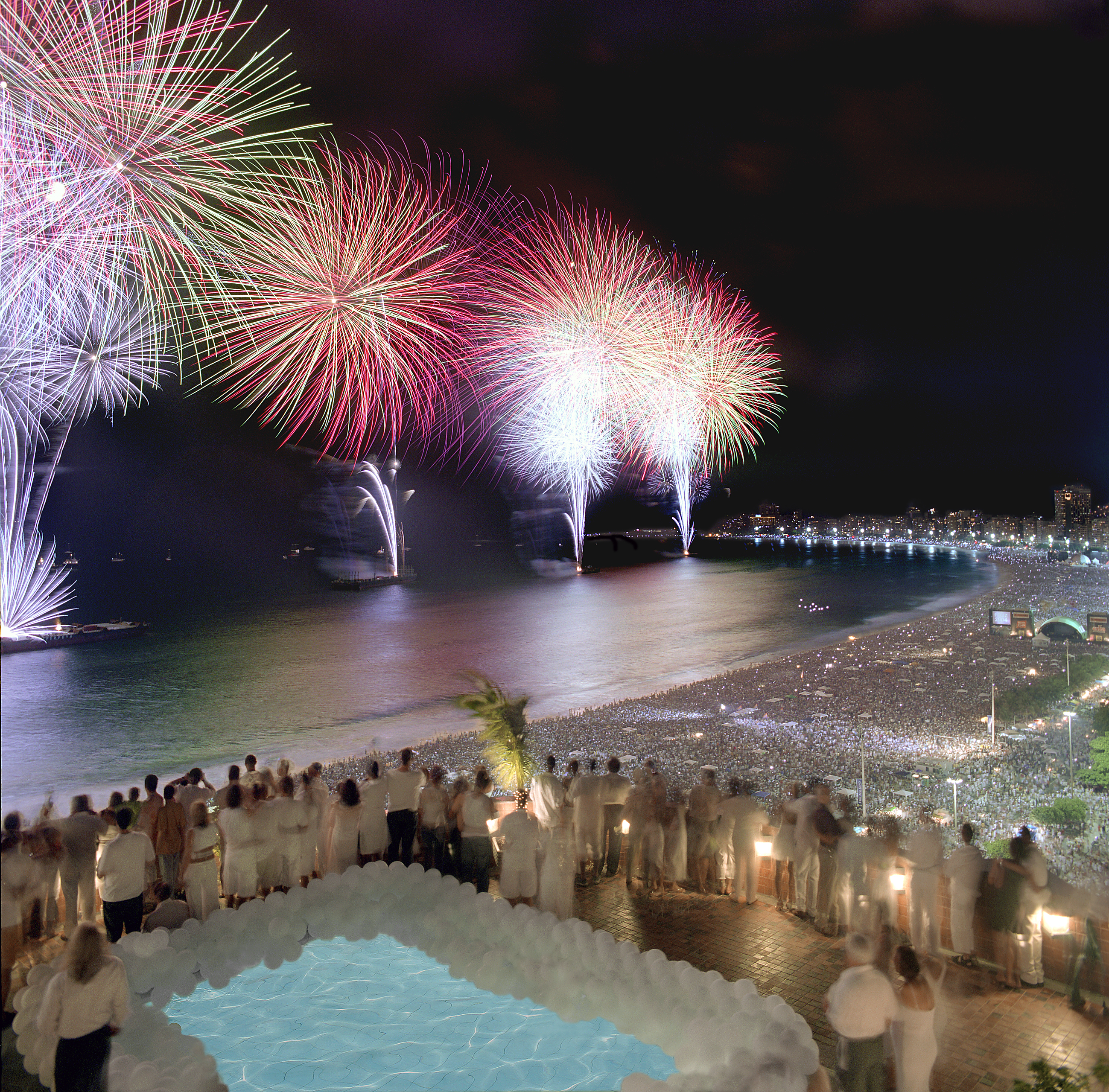
Celebración de Nochevieja en Copacabana, Río de Janeiro, Brasil (2004).

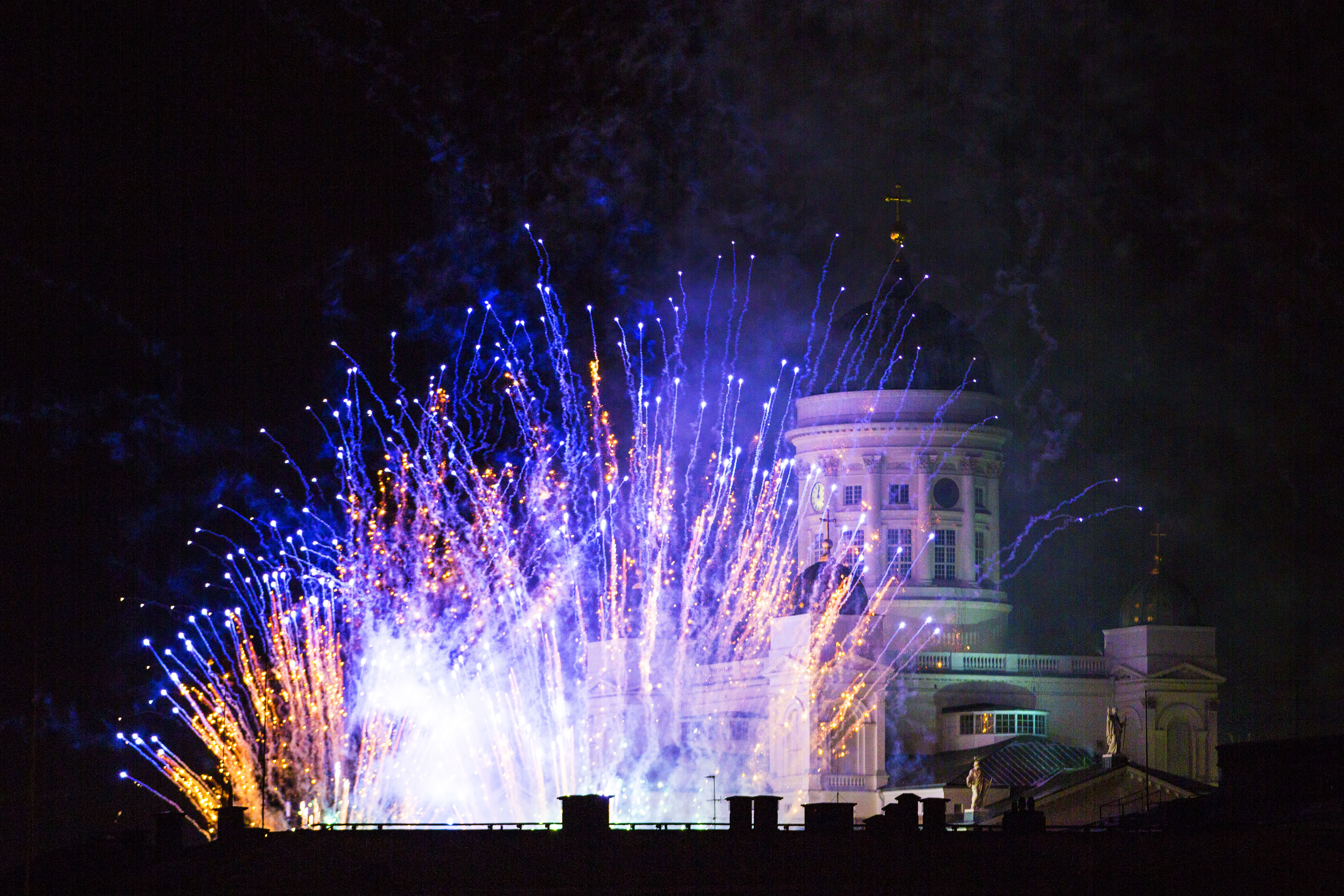
Celebración de Nochevieja en Helsinki, Finlandia (2016).

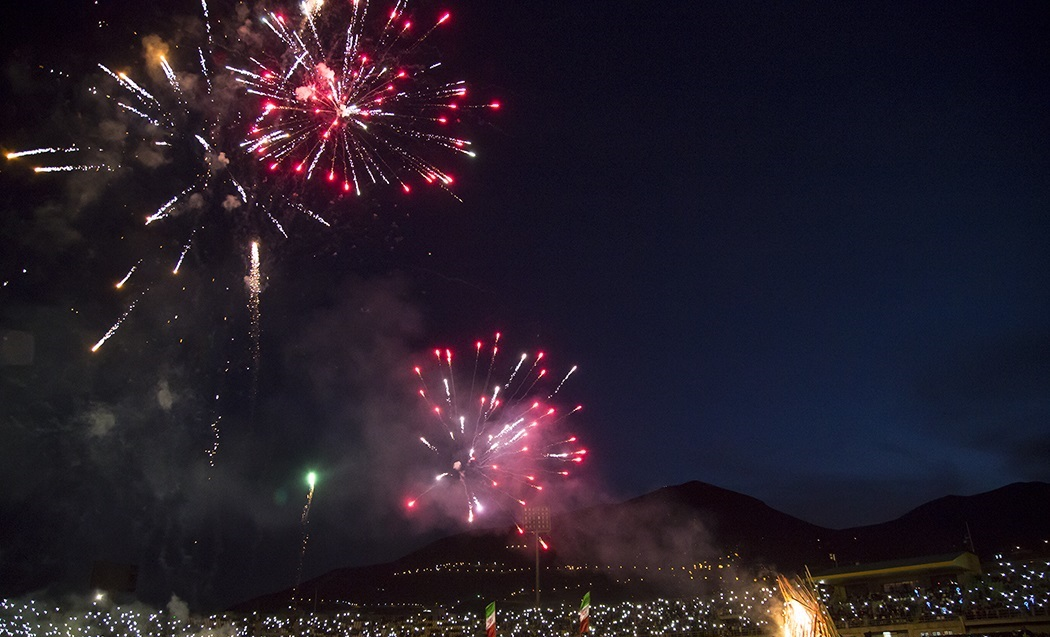
Celebración del Año Nuevo Persa en Sanandaj en la fecha y hora del equinoccio de marzo (2018).

Año Nuevo es el día en el que comienza un nuevo año calendario y el recuento de años del calendario aumenta en uno. Muchas culturas celebran el evento de alguna manera. En el calendario gregoriano, el sistema de calendario más utilizado en la actualidad, el año nuevo ocurre el 1 de enero (Día de Año Nuevo). Este fue también el primer día del año en el calendario juliano original y en el calendario romano (después del 153 a. C.).
Otras culturas observan su día de Año Nuevo tradicional o religioso de acuerdo con sus propias costumbres, típicamente (aunque no invariablemente) porque usan un calendario lunar o un calendario lunisolar. El año nuevo chino, el año nuevo islámico y el año nuevo judío se encuentran entre ejemplos bien conocidos. India, Nepal y otros países también celebran el Año Nuevo en fechas de acuerdo con sus propios calendarios que se pueden mover en el calendario gregoriano.
Durante la Edad Media en Europa Occidental, mientras el calendario juliano todavía estaba en uso, las autoridades cambiaron el día de Año Nuevo, según la ubicación, a otros días, como el 1 de marzo, el 25 de marzo, la Pascua, el 1 de septiembre y el 25 de diciembre. Desde entonces muchos calendarios civiles nacionales en el mundo occidental y otros lugares han cambiado para usar una fecha fija para el día de Año Nuevo, el 1 de enero; la mayoría lo hizo cuando adoptaron el calendario gregoriano.

## Por mes o temporada

### Enero

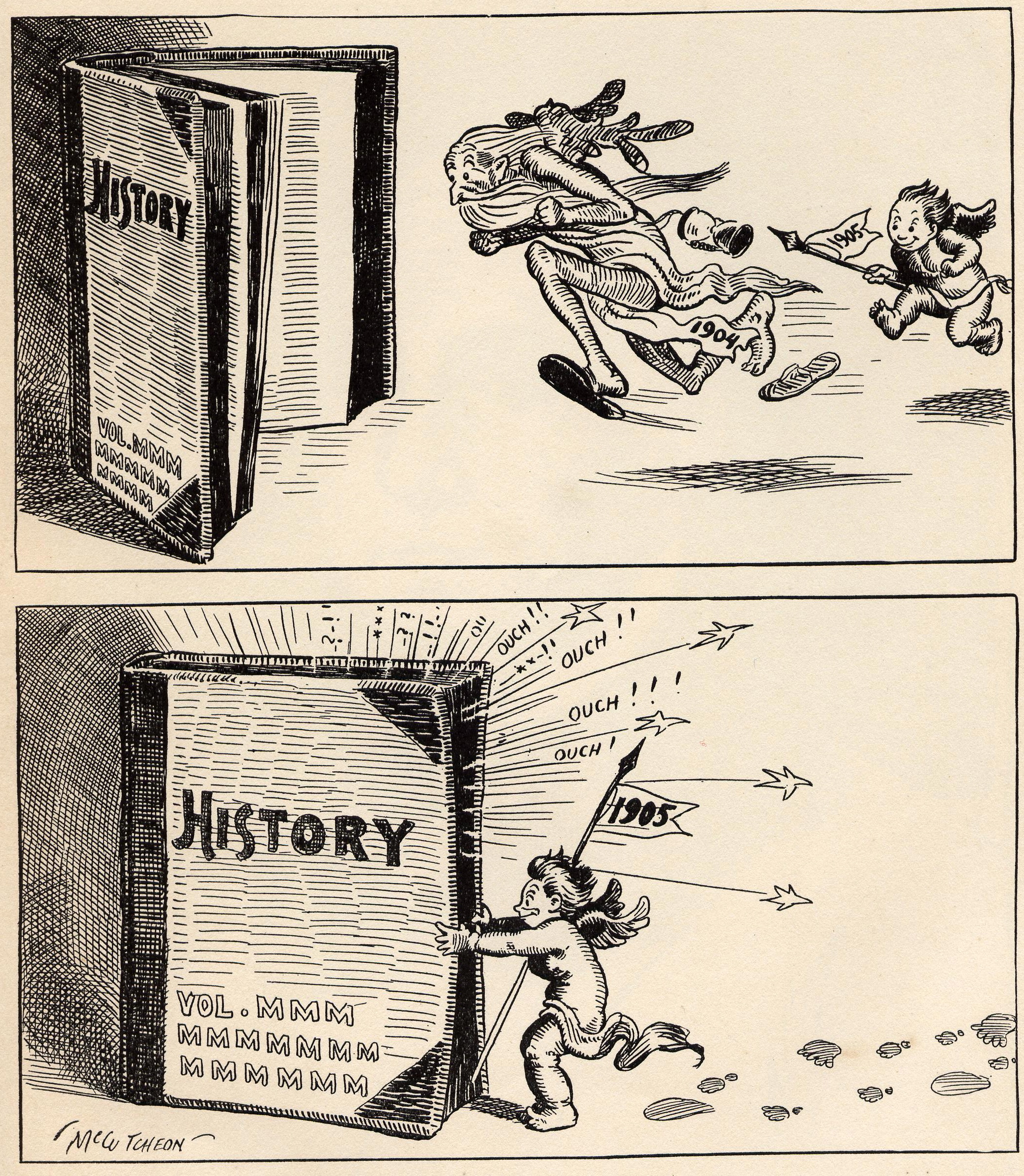
El Baby New Year 1905 persigue y encierra al año viejo 1904 en los libros de historia en esta caricatura de John T. McCutcheon.

- 1 de enero: el primer dia del año civil en el calendario gregoriano utilizado por la mayoría de los países.
  - Contrariamente a la creencia común, en occidente el Año Nuevo civil del 1 de enero no es una fiesta religiosa cristiana ortodoxa. El calendario litúrgico ortodoxo oriental no prevé la observancia de un Año Nuevo. El 1 de enero es en sí mismo una fiesta religiosa, pero eso se debe a que es la fiesta de la circuncisión de Cristo (siete días después de su nacimiento) y una conmemoración de los santos. Si bien el calendario litúrgico comienza el 1 de septiembre, tampoco hay una observancia religiosa particular adjunta al comienzo del nuevo ciclo. Las naciones ortodoxas pueden, sin embargo, realizar celebraciones civiles para el Año Nuevo. Aquellos países que se adhieren al calendario juliano revisado (que sincroniza las fechas con el calendario gregoriano), como Bulgaria, Chipre, Egipto, Grecia, Rumania, Siria y Turquía, observan las fiestas religiosas y civiles el 1 de enero. En otras naciones y lugares donde las iglesias ortodoxas todavía se adhieren al calendario juliano, como Georgia, Israel, Rusia, Macedonia del Norte, Serbia, Montenegro el año nuevo civil se observa el 1 de enero del calendario civil, mientras que esas mismas fiestas religiosas se celebran en 14 de enero gregoriano (que es el 1 de enero juliano), de acuerdo con el calendario litúrgico.
- El Año Nuevo japonés (正月, Shōgatsu) se celebra actualmente el 1 de enero y la festividad generalmente se observa hasta el 3 de enero, mientras que otras fuentes dicen que el Shōgatsu dura hasta el 6 de enero. En 1873, cinco años después de la Restauración Meiji, Japón adoptó el calendario gregoriano.
- Los sami celebran el Ođđajagemánnu.[3]

### Año Nuevo Lunar

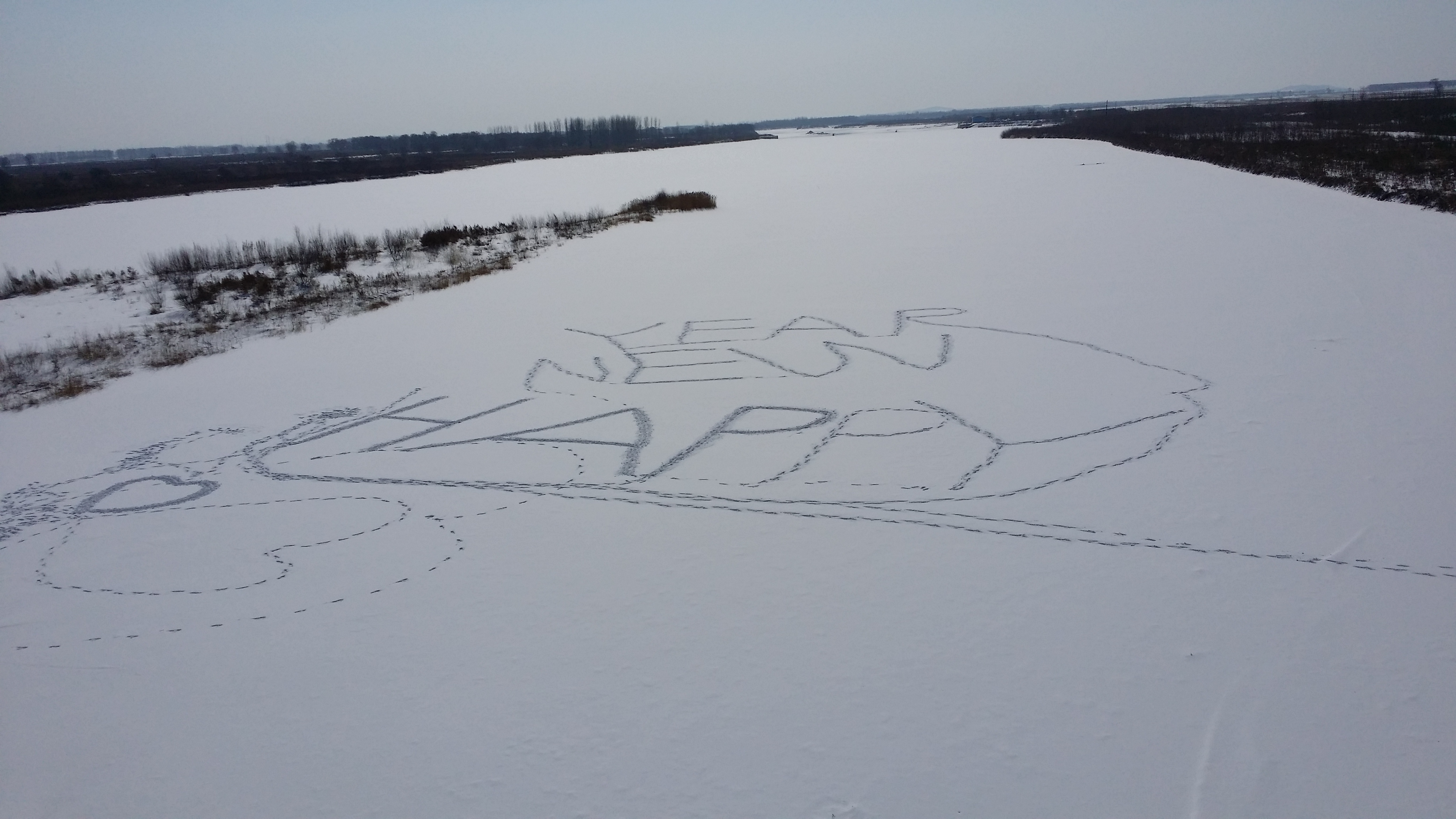
Un cartel de «Feliz Año Nuevo» en el noreste de China.

- El Año Nuevo Chino, también conocido como Festival de Primavera o Año Nuevo Lunar, ocurre todos los años en la luna nueva del primer mes lunar, alrededor del comienzo de la primavera (Lichun). La fecha exacta puede caer en cualquier momento entre el 21 de enero y el 21 de febrero (inclusive) del Calendario Gregoriano. Tradicionalmente los años estaban marcados por una de las doce ramas terrestres, representadas por un animal, y uno de los diez tallos celestiales, que corresponden a los cinco elementos. Esta combinación se repite cada 60 años. Es la celebración china más importante del año.
- El Año Nuevo Coreano es un Seollal o el Día del Año Nuevo Lunar. Aunque el 1 de enero es, de hecho, el primer día del año, el Seollal, el primer día del calendario lunar, es más significativo para los coreanos. Se cree que una celebración del Año Nuevo Lunar atrae la buena suerte y aleja los malos espíritus durante todo el año. Con el año viejo fuera y el nuevo adentro, la gente se reúne en casa y se sienta con sus familias y parientes, poniéndose al día con lo que han estado haciendo.
- El Año Nuevo Vietnamita es el Tết Nguyên Đán, que la mayoría de las veces es el mismo día que el Año Nuevo chino debido a que los vietnamitas usan un calendario lunar similar al calendario chino.
- El Año Nuevo Tibetano es Losar y cae entre enero y marzo.

### Marzo
- El Año Nuevo Babilónico comenzaba con la primera luna nueva después del equinoccio hacia el norte. Las celebraciones antiguas duraban once días en la antigua Mesopotamia.[4]
- El Nava Varsha se celebra en la India, en varias regiones, de marzo a abril.
- El Año Nuevo Persa, llamado Nowruz, es el día que contiene el momento exacto del equinoccio hacia el norte, que generalmente ocurre el 20 o 21 de marzo, y marca el inicio de la temporada de primavera. El Año Nuevo zoroástrico coincide con el Nowruz de Irán y lo celebran los parsis en la India y los zoroastrianos y persas en todo el mundo. En el calendario bahaí, el año nuevo ocurre en el equinoccio de primavera el 20 o 21 de marzo y se llama Naw-Rúz. La tradición iraní también se transmitió a los países de Asia Central, incluidos los kazajos, uzbekos y uigures, y allí se conoce como Nauryz. Suele celebrarse el 22 de marzo.
- El año nuevo balinés, basado en el Calendario shaka (calendario balinés-javanés), se llama Nyepi y cae en el año nuevo lunar de Bali en Indonesia (alrededor de marzo). Es un día de silencio, ayuno y meditación: observado desde las 6 a. m. Hasta las 6 a. m. de la mañana siguiente, el Nyepi es un día reservado para la autorreflexión y, como tal, todo lo que pueda interferir con ese propósito está restringido. Aunque el Nyepi es una festividad principalmente hindú, los residentes no hindúes de Bali también observan el día de silencio, por respeto a sus conciudadanos. Incluso los turistas no están exentos; aunque pueden hacer lo que quieran dentro de sus hoteles, no se permite la entrada a las playas ni a las calles, y el único aeropuerto de Bali permanece cerrado durante todo el día. Las únicas excepciones otorgadas son para vehículos de emergencia que transportan a personas con afecciones potencialmente mortales y mujeres a punto de dar a luz. El pueblo javanés también celebra su Satu Suro en este día.
- El Ugadi (Telugu: ఉగాది, Kannada: ಯುಗಾದಿ), el Año Nuevo Telugu y Kannada, generalmente cae en los meses de marzo o abril. La gente de los estados del sur indio de Andhra Pradesh, Telangana y Karnataka celebran el advenimiento del Día de Año Nuevo en estos meses. El primer mes del año nuevo es Chaitra Masa.
- En el calendario de Cachemira, la festividad Navreh marca el Año Nuevo en marzo-abril. Este día sagrado de los brahmanes de Cachemira se celebra desde hace varios milenios.
- El Gudi Padwa se celebra como el primer día del año hindú por la gente de Maharashtra y Sanskar Padwa en Goa. Este día cae en marzo-abril y coincide con el Ugadi.
- El festival sindhi de Cheti Chand se celebra el mismo día que Ugadi / Gudi Padwa para marcar la celebración del Año Nuevo sindhi.
- El Año Nuevo Thelémico el 20 de marzo (o el 8 de abril según algunos relatos) se celebra generalmente con una invocación a Ra-Hoor-Khuit, que conmemora el comienzo del Nuevo Eón en 1904. También marca el comienzo de los veintidós años y marca el día de la temporada santa Thelémica, que finaliza al tercer día de la redacción del El libro de la ley. Esta fecha también se conoce como La Fiesta del Ritual Supremo. Algunas ramas thelemitas menores creen que el Año Nuevo Thelémico cae el 19, 20 o 21 de marzo, dependiendo del equinoccio de primavera, que es la Fiesta del Equinoccio de los Dioses en el equinoccio de primavera de cada año para conmemorar el fundación de Thelema en 1904. En 1904, el equinoccio de primavera fue el 21 de marzo, y fue el día después de que Aleister Crowley terminó su Invocación de Horus que trajo el nuevo Eón y el Año Nuevo Thelémico.

### Abril
- El Año Nuevo Asirio-Babilónico, llamado Kha b'Nissan o Resha d'Sheeta, ocurre el 1 de abril y es celebrado por el pueblo asirio en su región histórica en Mesopotamia.
- Las celebraciones del Año Nuevo Thelémico generalmente terminan el 10 de abril, después de un período de aproximadamente un mes que comienza el 20 de marzo (el Año Nuevo formal). Este período de un mes es conocido por muchos como los Días Santos Altos, y termina con períodos de observancia el 8, 9 y 10 de abril, coincidiendo con los tres días de la Escritura de El libro de la ley por Aleister Crowley en 1904.[5]

#### Mediados de abril (primavera en el hemisferio norte)
- El año nuevo de muchos calendarios del Sur de Asia y el Sudeste Asiático cae entre el 13 y el 15 de abril, lo que marca el comienzo del verano (o estación húmeda y calurosa). En Tailandia, se celebra el Songkran, dando comienzo al Año Nuevo budista con una guerra de agua.
- El pueblo hindú baluchi en Pakistán y la India celebran su año nuevo llamado Bege Roch en el mes de Daardans según su calendario Saaldar.
- El Año Nuevo Tamil (Tamil: தமிழ்புத்தாண்டு Puthandu) se celebra en el estado de Tamil Nadu, en el sur de la India, el primero de Chithrai (சித்திரை) (13, 14 o 15 de abril). En la ciudad del templo de Madurai, el Chithrai Thiruvizha se celebra en el Templo Meenakshi. También se lleva a cabo una gran exposición, llamada Chithrai Porutkaatchi. En algunas partes del sur de Tamil Nadu, también se le llama Chithrai Vishu. El día está marcado con una fiesta en las casas hindúes y la entrada a las casas está decorada elaboradamente con kolams.
- El VaisakhiVaisakhi (ਵਿਸਾਖੀ) se celebra el 14 de abril en Punjab por la comunidad sij de acuerdo con su calendario nanakshahi.
- El Año Nuevo Nepalí se celebra el 1 de Baisakh Baisākh, que cae del 12 al 15 de abril en el calendario gregoriano. Nepal sigue el Vikram Samvat (BS) como calendario oficial.
- Los Dogra de Himachal Pradesh celebran su año nuevo Chaitti en el mes de Chaitra.
- El Año Nuevo Maithili o Jude-Sheetal también caen en estos días. Es celebrado por la gente de Maithili en todo el mundo.
- El año nuevo asamés (Rongali Bihu o Bohag Bihu) se celebra el 14 o 15 de abril en el estado indio de Assam.
- El Año Nuevo bengalí (bengalí: পহেলা বৈশাখ Pôhela Boishakh o bengalí: বাংলা নববর্ষ Bangla Nôbobôrsho) se celebra el 1 de Boishakh (14 o 15 de abril) en Bangladés y los estados indios de Bengala Occidental y Tripura.
- El Año Nuevo de Odia (Vishuva Sankranti) se celebra el 14 de abril en el estado indio de Odisha. También se le llama Vishuva Sankranti o Pana Sankranti (ପଣା ସଂକ୍ରାନ୍ତି).
- El Año Nuevo Manipuri o Cheirouba se celebra el 14 de abril en el estado indio de Manipur con muchas festividades y banquetes.
- El año nuevo cingalés se celebra con el festival de la cosecha (en el mes de Bak) cuando el sol se mueve de la Meena Rashiya (Casa de Piscis) a la Mesha Rashiya (Casa de Aries). Los habitantes de Sri Lanka comienzan a celebrar su Año Nuevo Nacional Aluth Avurudda (අලුත් අවුරුද්ද)" en Sinhala y Puththandu (புத்தாண்டு) en Tamil. Sin embargo, a diferencia de la práctica habitual en la que el año nuevo comienza a medianoche, el Año Nuevo Nacional comienza a la hora determinada por los astrólogos calculando la hora exacta en la que el sol va desde Meena Rashiya (Casa de Piscis) hasta Mesha Rashiya (Casa de Aries). Los astrólogos también especifican no solo el comienzo del nuevo año, sino también la conclusión del año anterior. Y a diferencia del final y comienzo habituales del nuevo año, hay un período de unas pocas horas entre la conclusión del Año Viejo y el comienzo del Año Nuevo, que se denomina nona gathe (período neutral) donde parte del sol está en la Casa de Piscis y parte en la Casa de Aries.
- El año nuevo malayali (malayalam: വിഷു, Vishu) se celebra en el estado de Kerala, en el sur de la India, a mediados de abril.
- En las zonas occidentales de Karnataka donde se habla tulu, el año nuevo se celebra junto con el año nuevo tamil/malayali el 14 o 15 de abril, aunque en otras partes se celebra con mayor frecuencia el día de Gudi Padwa, el año nuevo de Maharashtra. En Kodagu, en el suroeste de Karnataka, sin embargo, se observan tanto el año nuevo, Yugadi (correspondiente a Gudi Padwa en marzo) como Bisu (correspondiente a Vishu alrededor del 14 o 15 de abril).
- El Festival del Agua es la forma de celebraciones similares de año nuevo que tienen lugar en muchos países del sudeste asiático, el día de la luna llena del undécimo mes en el calendario lunisolar de cada año. La fecha del festival fue establecida originalmente por cálculo astrológico, pero ahora está establecido del 13 al 15 de abril. Tradicionalmente las personas se rociaban agua suavemente entre sí como señal de respeto, pero dado que el año nuevo cae en el mes más caluroso en el sudeste asiático, muchas personas terminan rociando a extraños y transeúntes en vehículos en una celebración bulliciosa. El festival tiene muchos nombres diferentes específicos de cada país:
  - En Birmania se conoce como Thingyan (birmano: သင်္ ကြန်; MLCTS: sangkran)
  - Songkran (tailandés: สงกรานต์) en Tailandia
  - Pi Mai Lao (Lao: ສົງ ກຣານ Songkan) en Laos
  - Chaul Chnam Thmey (jemer: បុណ្យចូលឆ្នាំ ថ្មី) en Camboya.
  - También es el año nuevo tradicional de los pueblos Dai de la provincia de Yunnan, República Popular China. También se llevan a cabo actividades religiosas en la tradición del Budismo Theravada, tradición que comparten todas estas culturas.

### Junio
- El Año Nuevo del pueblo Kutchi ocurre en Ashadi Beej, que es el segundo día de Shukla paksha del mes Aashaadha del calendario hindú. En cuanto a la gente de Kutch en el estado de Guyarat, este día está asociado con el comienzo de las lluvias en Kutch, que es en gran parte una zona desértica. El mes del calendario hindú de Aashaadh generalmente comienza el 22 de junio y termina el 22 de julio.
- El Festival Odunde es una celebración el segundo domingo de junio, donde Odunde significa "Feliz Año Nuevo" en el idioma yoruba nigeriano celebrado en los Estados Unidos.
- La ceremonia Xooy del pueblo Serer de Senegal, Gambia y Mauritania marca el Año Nuevo Serer.
- En la religión de los Dogón, el festival Bulo marca el Año Nuevo Dogon.
- El We tripantu o wüñoy Tripantu es la celebración del año nuevo mapuche que se realiza en el solsticio de invierno austral entre el 21 y el 24 de junio.

### Julio
El Año Nuevo del pueblo zulú ocurre en la luna llena de julio.

### Septiembre
- El Neyrouz, el año nuevo copto, es la continuación del antiguo año nuevo egipcio después de la reforma de su calendario por parte del emperador romano Augusto. Su fecha de Thoth 1 generalmente ocurre el 29 de agosto en el calendario juliano, excepto en el año anterior a un año bisiesto juliano, cuando ocurre el día siguiente. Los años bisiestos eliminados del calendario gregoriano causan que actualmente caiga el 11 o 12 de septiembre, pero en días diferentes antes de 1900 o después de 2100.
- El Enkutatash, el Año Nuevo etíope, ocurre el mismo día que Neyrouz.
- El Año Nuevo del calendario republicano francés, vigente desde 1793 hasta 1805 y brevemente bajo la Comuna de París en 1871, comienza en el equinoccio de otoño (22, 23 o 24 de septiembre).

### Otoño en el hemisferio norte
- El Rosh Hashaná ('cabeza del año' en hebreo) es una festividad judía de dos días, que conmemora la culminación de los siete días de la Creación y marca la renovación anual del mundo. La celebración tiene elementos de festividad e introspección, ya que tradicionalmente se cree que Dios está evaluando su creación y determinando el destino de todos los hombres y criaturas para el próximo año.[6]
- Los pastunes Kalasha celebran su Chowmus, que marca el comienzo de su año en el distrito de Chitral (Pakistán) y partes de la India.
- El Año Nuevo marwari (Thapna) se celebra el día del festival de Diwali, que es el último día Krishna Paksha del mes Ashvin y también el último día del mes Ashvin del calendario hindú.
- El Año Nuevo guyaratí (Bestu / Nao Varas) se celebra el día después del festival de Diwali (que se produce a mediados de otoño, ya sea en octubre o noviembre, según el calendario lunar). El año nuevo guyaratí es sinónimo de sud ekam, es decir, el primer día de Shukla paksha del mes Kartik, que se toma como el primer día del primer mes del calendario lunar guyaratí. La mayoría de los demás hindúes celebran el Año Nuevo a principios de la primavera. La comunidad guyaratí de todo el mundo celebra el Año Nuevo después de Diwali para marcar el comienzo de un nuevo año fiscal.
- Los sikkimeses celebran su año nuevo llamado LosarLosar.
- El Año Nuevo de la Era de Nepal (ver Nepal Sambat) se celebra en regiones que abarcan el Nepal original. El año nuevo ocurre el cuarto día de Diwali. El calendario se utilizó como calendario oficial hasta mediados del siglo XIX. Sin embargo, la comunidad Newa de Nepal todavía celebra el año nuevo.
- Algunos neopaganos celebran su interpretación del Samhain (un festival de los antiguos celtas, que se celebra alrededor del 1 de noviembre) como un día de Año Nuevo que representa el nuevo ciclo de la Rueda del Año, aunque no usan un calendario diferente que comienza en ese día.

### Diciembre
- Los Mizo en el noreste de la India celebran su Pawl Kut en diciembre.[7]
- Los Inuit, Aleut, Yupik, Chukchi e Iñupiat celebran Quviasukvik (Inuktitut: ᖁᕕᐊᓲᑎᖃᕐᕕᒃ) como su Año Nuevo. Ocurre el mismo día que la Nochebuena.[8][9]

### Variable
- El Año Nuevo Islámico ocurre en MuharramMuharram. Dado que el calendario islámico se basa en 12 meses lunares que equivalen a aproximadamente 354 días, su Año Nuevo se produce aproximadamente 11 días antes cada año en relación con el calendario gregoriano, con dos años nuevos islámicos que caen en el año gregoriano 2008.
- La "Apertura del año" (Antiguo egipcio: Wp (t) Rnpt), generalmente transcrita como Wep Renpet, era el antiguo Año Nuevo egipcio. Parece haber sido originalmente programado para ocurrir en el regreso de Sirio al cielo nocturno (calendario juliano proléptico del 19 de julio), durante las etapas iniciales de la anterior inundación anual del río Nilo. Sin embargo, la falta de años bisiestos del calendario egipcio, hasta su reforma por parte del emperador romano Augusto, significó que la celebración recorriera lentamente todo el año solar en el transcurso de dos o tres ciclos sóticos de 1460 años.

## Año litúrgico cristiano
El desarrollo temprano del año litúrgico cristiano coincidía con el calendario del Imperio romano y más tarde con el del Imperio bizantino, los cuales empleaban un sistema de impuestos denominado indicción, cuyos años comenzaban el 1 de septiembre. Este momento puede explicar el establecimiento por la antigua Iglesia del 1 de septiembre como el comienzo del año litúrgico, a pesar del día oficial del Año Nuevo romano del 1 de enero en el calendario juliano, porque la indicción era el medio principal para contar los años en los imperios, además de los reinados de los emperadores. La fecha del 1 de septiembre prevaleció en toda la cristiandad durante muchos siglos, hasta que las divisiones posteriores finalmente produjeron revisiones en algunos lugares.
Después del saqueo de Roma en 410, las comunicaciones y los viajes entre el Imperio romano de Occidente y el de Oriente se deterioraron. Los desarrollos litúrgicos en Roma y Constantinopla no siempre coincidieron, aunque la Iglesia nunca ordenó una rígida adherencia a la forma. Sin embargo los principales puntos de desarrollo se mantuvieron entre Oriente y Occidente. Los calendarios litúrgico romano y constantinopolitano siguieron siendo compatibles incluso después del cisma de 1054. Las diferencias entre el año litúrgico católico y el calendario litúrgico ortodoxo crecieron durante varios siglos.
Durante esos siglos intermedios, el inicio del año litúrgico católico se trasladó al primer día de Adviento, el domingo más cercano al día de San Andrés (30 de noviembre). En la Iglesia latina el año litúrgico comienza a las 4:00 p. m. del sábado anterior al cuarto domingo anterior al 25 de diciembre (entre el 26 de noviembre y el 2 de diciembre). En el momento de la Reforma (principios del siglo XVI), el calendario romano general de la Iglesia católica proporcionó la base inicial para los calendarios de los protestantes de orientación litúrgica, incluidas las iglesias anglicana y luterana, que heredaron esta observación del año nuevo litúrgico.
El calendario litúrgico ortodoxo actual es la culminación virtual del antiguo ciclo de desarrollo oriental, aunque incluye adiciones posteriores basadas en la historia posterior y la vida de los santos. Todavía comienza el 1 de septiembre, procediendo anualmente a la Natividad de la Theotokos (8 de septiembre) y la Exaltación de la Cruz (14 de septiembre) a la celebración de la Natividad de Cristo (Navidad), a través de su muerte y resurrección (Pascua), a su Ascensión y Dormición de la Theotokos (15 de agosto). Esta última fiesta se conoce en la Iglesia católica como la Asunción. La fecha del "1 de septiembre" está de acuerdo con el calendario juliano revisado ("nuevo") o el calendario juliano "antiguo", dependiendo de cuál sea utilizado por una Iglesia ortodoxa en particular. Por lo tanto, puede caer el 1 de septiembre en el calendario civil, o el 14 de septiembre (entre 1900 y 2099 inclusive).
Los calendarios litúrgicos de las Iglesias copta y ortodoxa etíope no están relacionados con estos sistemas, sino que siguen el calendario alejandrino, que fijó el calendario egipcio antiguo en el año juliano. Se fijaron sus celebraciones de Año Nuevo en Neyrouz y Enkutatash; sin embargo, en un punto del ciclo sótico cercano a la Indicación; entre los años 1900 y 2100, caen el 11 de septiembre durante la mayoría de los años y el 12 de septiembre en los años anteriores a un año bisiesto.

## Fechas históricas del año nuevo europeo
Durante los años de la República Romana y el Imperio Romano comenzando en la fecha en que cada cónsul ingresó por primera vez al cargo. Probablemente fue el 1 de mayo antes del 222 a. C., el 15 de marzo del 222 a. C. al 154 a. C. y el 1 de enero del 153 a. C. En el 45 a. C., cuando entró en vigor el nuevo calendario juliano de Julio César, el Senado fijó el 1 de enero como el primer día del año. En ese momento, esta era la fecha en la que los que iban a ocupar cargos civiles asumían su cargo oficial, y también era la fecha anual tradicional para la convocatoria del Senado Romano. Este año nuevo civil se mantuvo en vigor en todo el Imperio Romano, oriental y occidental, durante su existencia y mucho después, dondequiera que el calendario juliano continuó en uso.
En Inglaterra, las invasiones anglosajonas y vikingas de los siglos V al X supusieron para la región la fragmentación en varios reinos y el declive del cristianismo y las costumbres heredadas del mundo romano entre las élites políticas. Si bien la reintroducción del cristianismo trajo consigo el calendario juliano, su uso fue principalmente al servicio de la iglesia. Después de que Guillermo I de Inglaterra se convirtió en rey en 1066, ordenó que el 1 de enero se restableciera como el Año Nuevo civil. Sin embargo Inglaterra y Escocia se unieron a gran parte de Europa para celebrar el Año Nuevo el 25 de marzo.
En la Edad Media en Europa, varios días festivos importantes en el calendario eclesiástico de la Iglesia Católica Romana llegaron a usarse como el comienzo del año juliano:
- En las fechas de estilo Moderno[12] o estilo Circuncisión, el año nuevo comenzaba el 1 de enero, Fiesta de la Circuncisión de Cristo.
- En estilo de la Anunciación o estilo del Día de la Dama, el año nuevo comenzaba el 25 de marzo,[12] la fiesta de la Anunciación (tradicionalmente apodada Día de la Dama). Esta fecha se utilizó en muchas partes de Europa durante la Edad Media y más adelante.
  - Escocia cambió a un año nuevo de estilo moderno que data del 1 de enero de 1600, por ley del Parlamento (escocés) el 17 de diciembre de 1599.[12][13] A pesar de la unificación de las coronas reales escocesa e inglesa con la adhesión del rey James VI y I en 1603, e incluso la unión de los reinos en 1707, Inglaterra continuó usando el 25 de marzo hasta que el Parlamento aprobó la Ley del Calendario (Nuevo Estilo) de 1750. Esta ley convirtió a toda Gran Bretaña al uso del calendario gregoriano y simultáneamente redefinió el año nuevo civil al 1 de enero (excepto en Escocia). Entró en vigor el 3 (o 14) de septiembre de 1752.[12] Sin embargo, el año fiscal del Reino Unido que comienza el 6 de abril (25 de marzo más 12 días) todavía refleja su calendario juliano y la herencia del año nuevo: la diferencia de los calendarios en los años bisiestos se ajustó en 1800, pero no nuevamente en 1900.
- En las citas de estilo pascual, el año nuevo comenzaba el Sábado Santo (el día anterior a la Pascua),[14] o, a veces, el Viernes Santo. Se utilizó en toda Europa, pero especialmente en Francia, desde el siglo XI al XVI. Una desventaja de este sistema era que debido a que la Pascua era una fiesta móvil, la misma fecha podía ocurrir dos veces al año; las dos ocurrencias se distinguieron como "antes de Pascua" y "después de Pascua".
- En estilo navideño o estilo navideño que data del año nuevo comenzaba el 25 de diciembre. Se usó en Alemania e Inglaterra hasta el siglo XIII, y en España desde el siglo XIV al XVI.

El día del equinoccio hacia el sur (generalmente el 22 de septiembre) era el "día de año nuevo" en el calendario republicano francés, que estuvo en uso desde 1793 hasta 1805. Este era el primidi Vendémiaire, el primer día del primer mes.

## Adopciones del 1 de enero como primer día del año
Pasó bastante tiempo hasta que el 1 de enero se convirtió en el comienzo universal o estándar del año civil. Los años de adopción del 1 de enero como año nuevo son los siguientes:
| País | Año de inicio |
| --- | ------------- |
| Sacro Imperio Romano Germánico ( Alemania)                                                                                     | 1544          |
| España, Portugal, Polonia | 1556          |
| Reino de Prusia, Dinamarca y Suecia.                                                                                           | 1559          |
| Francia (Edicto de Roussillon)                                                                                                 | 1564          |
| Países Bajos meridionales ( Bélgica y Luxemburgo)                                                                              | 1576          |
| Lorraine (Francia) | 1579          |
| Provincias Unidas de los Países Bajos (Reino de los Países Bajos)                                                              | 1583          |
| Escocia | 1600          |
| Rusia | 1725          |
| Toscana (Italia) | 1721          |
| Reino de Gran Bretaña (excepto Escocia), Reino de Irlanda y el Imperio Británico (La Ley de calendario (nuevo estilo) de 1750) | 1752          |
| Imperio del Japón (Estado del Japón)                                                                                           | 1873          |
| Antigua República de China (RPC y ROC)                                                                                         | 1912          |
| Reino de Grecia (República Helénica)                                                                                           | 1923          |
| Turquía | 1926          |
| Tailandia | 1941          |

El 1 de marzo fue el primer día del año numerado en la República de Venecia hasta su desaparición en 1797, y en Rusia desde 988 durante el Kanato de Rus' hasta 1492 en el Principado de Moscú (Anno Mundi 7000 en el calendario bizantino). El 1 de septiembre se usó en Rusia desde 1492 (A.M. 7000) hasta la adopción de la notación Anno Domini en 1700 a través de un decreto de diciembre de 1699 del zar Pedro I de Rusia.

## Festejo
Existe evidencia de que el Año Nuevo se festeja desde el neolítico, como expresión del comienzo y renovación en lo eterno, y sus celebraciones estaban estrechamente vinculadas a la agricultura y a la fecundidad de la tierra. Los primeros festivales documentados del Año Nuevo son los de Akitu en Sumeria, del 3800 a. C., que se celebraban en el equinoccio de primavera, correspondiente al mes de marzo en el calendario gregoriano occidental.
Los festejos de año nuevo habitualmente son celebrados con música, bailes y comidas típicas de cada país, junto con el lanzamiento de fuegos artificiales. Si bien el uso de pirotecnia para celebraciones está documentado desde el siglo XV, no existe total certeza sobre el origen de su uso para la celebración de Año Nuevo, aunque parece ser que tuvo lugar hacia fines del siglo XIX.

## Zonas horarias
Debido a la división del mundo en zonas horarias, el año nuevo se mueve progresivamente alrededor del mundo a medida que el comienzo del día marca el comienzo del Año Nuevo. La primera zona horaria en marcar el comienzo del Año Nuevo, justo al oeste de la Línea internacional de cambio de fecha, se encuentra en las Islas de la Línea, una parte de la nación de Kiribati, y tiene una zona horaria 14 horas antes de UTC. Todas las demás zonas horarias están atrasadas entre 1 y 25 horas, la mayoría en el día anterior (31 de diciembre); en Samoa Americana y Midway, todavía son las 11 p. m. del 30 de diciembre. Estos se encuentran entre los últimos lugares habitados para observar el Año Nuevo. Sin embargo los territorios periféricos deshabitados de las islas Howland y Baker están designados dentro de la zona horaria 12 horas después de UTC, los últimos lugares del mundo en ver la llegada del 1 de enero. Estas pequeñas islas de coral se encuentran a medio camino entre Hawái y Australia, aproximadamente 1,000 millas al oeste de las Islas de la Línea. Esto se debe a que la Línea de Cambio de Fecha Internacional es una combinación de ajustes de la zona horaria local, que serpentea a través del Océano Pacífico, lo que permite que cada lugar permanezca más estrechamente conectado en el tiempo con los lugares políticos y económicos más cercanos, más grandes o convenientes con los que se asocia cada uno. Para cuando la isla Howland ve el año nuevo, son las 2 de la madrugada del 2 de enero en las Islas de la Línea de Kiribati.